# 遊佐町議会
遊佐町議会（ゆざまちぎかい）は、山形県飽海郡遊佐町の地方議会である。

## 概要
- 定数：12人
- 任期：4年（議会解散が実施されれば任期満了前であっても議員任期は終了する）
- 前回選挙：2023年（令和5年）6月18日投開票（無投票）[1]

- 選挙区：町全体を1選挙区とする大選挙区制（単記非移譲式）
- 所在地：山形県飽海郡遊佐町遊佐字舞鶴202番地
- 主な役割：審議、議決、一般質問、同意、市政のチェック、請願や陳情の審査、意見書の提出、調査研究、行政行事出席、外部機関充て職等

### 委員会
- 議会運営委員会

#### 常任委員会
- 総務厚生常任委員会
- 文教産建常任委員会
- 議会広報常任委員会

### 定例会
- 3月、6月、9月、12月

### 事務局
- 議会事務局

## 党派
- 無所属12人

（2024年3月25日現在）

## 議員報酬等
| 役職   | 報酬            | 政務活動費 |
| ------ | --------------- | ---------- |
| 議長   | 月額 30万8000円 | 無し       |
| 副議長 | 月額 25万3000円 | 無し       |
| 議員   | 月額 23万0000円 | 無し       |

- 別途、年2回期末手当あり
- 議員年金は2011年（平成23年）6月1日に廃止されている

## 不祥事
- 2018年10月31日、山形県遊佐町は町役場の女子トイレで盗撮をしていたとして、議会事務局長の男性職員（６０）を懲戒免職処分とした。[3]

## その他
- 少年議会 - 若者の力によるまちづくりをめざし、遊佐町在住・在学の中学生と高校生の中から「少年町長」と「少年議員」を直接選挙で選び少年議会を開催している。少年町長と少年議員は、遊佐町の若者の代表として「中学生・高校生の政策」を議論し決定していく。町では、その政策を尊重し実現を図り、また少年町長と少年議員は、自分達の決めた政策を実現していく取り組み。